# Sofie Svava
Sofie Svava (Kopenhagen, 11 augustus 2000) is een Deens voetbalspeelster. Ze speelt als verdediger of middenvelder voor Olympique Lyon in de Division 1 Féminine. Eerder kwam ze onder andere uit voor FC Rosengård, VfL Wolfsburg en Real Madrid. In januari 2020 werd ze door de UEFA opgenomen in een top tien lijst van meest veelbelovende Europese talenten.

## Clubcarrière
Svava kwam in haar jeugdjaren uit voor se clubs Hørsholm-Usserød IK, Boldklubben 1893, Ballerup-Skovlunde Fodbold en Brøndby IF. Op zestienjarige leeftijd maakte ze voor laatstgenoemde haar debuut in de Elitedivisionen en won ze de Deense Beker in haar debuutseizoen. In haar tweede seizoen werd Svava kampioen met Brøndby IF. In juli 2019 tekende ze een twee en halfjarig contract bij de Zweedse topclub FC Rosengård. Om haar los te weken bij Brøndby IF betaalden de Zweden een recordbedrag voor de zeventienjarige Svava. In haar debuutseizoen voor de club uit Malmö werd ze gelijk kampioen van de Damallsvenskan.
In november 2020 verbond Svava zich aan het Duitse VfL Wolfsburg, waar ze een driejarig contract tekende die inginy vanaf januari 2021.  Haar debuut in de Bundesliga maakte Svava op 5 februari 2021 door in te vallen in de blessuretijd in een wedstrijd teg3n 1. FFC Turbine Potsdam. In het seizoen 2021/22 kwam ze daarnaast uit in de Champions League, waarin ze in actie kwam tegen Servette FC en Juventus en haar ploeg hielp met het behalen van de kwartfinales.
Svava maakte in januari 2022 de overstap naar het Spaanse Real Madrid. Na twee jaar liet ze Madrid achter zich en voegde ze zich bij de Franse grootmacht Olympique Lyon.

## Statistieken
| Seizoen | Club           | Land       | Competitie       | Wedstrijden | Doelpunten |
| ------- | -------------- | ---------- | ---------------- | ----------- | ---------- |
| 2017/18 | Brøndby IF     | Denemarken | Elitedivisionen  | 22          | 4          |
| 2018/19 | Brøndby IF     | Denemarken | Elitedivisionen  | 20          | 2          |
| 2019    | FC Rosengård   | Zweden     | Damallsvenskan   | 15          | 3          |
| 2020    | FC Rosengård   | Zweden     | Damallsvenskan   | 20          | 2          |
| 2020/21 | VfL Wolfsburg  | Duitsland  | Bundesliga       | 6           | 0          |
| 2021/22 | VfL Wolfsburg  | Duitsland  | Bundesliga       | 8           | 0          |
| 2021/22 | Real Madrid    | Spanje     | Primera División | 13          | 0          |
| 2022/23 | Real Madrid    | Spanje     | Primera División | 28          | 0          |
| 2023/24 | Real Madrid    | Spanje     | Primera División | 18          | 0          |
| 2024/25 | Olympique Lyon | Frankrijk  | Division 1       | 12          | 0          |
| Totaal  | Totaal         | Totaal     | Totaal           | 162         | 11         |

Laatste update: 12 februari 2025

## Interlandcarrière
Svava maakte haar debuut voor het Deense nationale team door in de 74ste minuut in te vallen in een vriendschappelijke 1-0 overwinning op Finland in januari 2019. In 2019 werd ze benoemd tot grootste Deense talent. Ook werd ze uitgeroepen tot Deena voetbalster van het jaar.
Svava maakte haar opwachting in de kwalificatiereeks voor het EK 2021. Ze maakte haar eerste interlanddoelpunt in een wedstrijd tegen Georgië in diezelfde kwalificatiereeks. Ook maakte Svava haar opwachting in drie wedstrijden op de Algarve Cup in 2023 en wist ze zich met haar land te plaatsen voor het EK 2022 in Engeland.
In alle kwalificatiewedstrijden voor het kwalificatiereeks voor het WK 2023 kwam Svava in actie. Na de uitsluiting van concurrent Rusland door de politieke aanval op Oekraïne wist Denemarken zich voor het eerst sinds 2007 te plaatsen voor een WK. Op 16 juni 2022 werd Svava opgenomen in de Deense selectie voor op het EK 2022 in Engeland. Ze maakte in twee wedstrijden haar opwachting en werd met haar land uitgeschakeld in de groepsfase. Svava was ook bij de Deense selectie een jaar later op het WK 2023 in Australië en Nieuw-Zeeland. Op dit eindtoernooi maakte Svava geen minuten en werd ze met haar land uitgeschakeld in de achtste finales tegen gastland Australië.
- Gemeinsame Normdatei: 1297361997
- Virtual International Authority File: 8630169084872490310006